# Galeandra xerophila
Galeandra xerophila är en orkidéart som beskrevs av Frederico Carlos Hoehne. Galeandra xerophila ingår i släktet Galeandra och familjen orkidéer. Inga underarter finns listade i Catalogue of Life.